# Louis Sigallas
Louis Sigallas est un homme politique français né le 19 avril 1850 au Plan de la Tour (Var) et décédé le 2 avril 1925 au Plan de la Tour.

## Biographie
Médecin, il est maire du Plan de la Tour en 1883, et conseiller général du canton de Grimaud la même année. Il devient par la suite président du conseil général. Il est sénateur du Var de 1900 à 1909, inscrit au groupe de la Gauche démocratique.